# Enniskeane
Enniskeane är en ort i republiken Irland. Den ligger i den södra delen av landet, 260 km sydväst om huvudstaden Dublin. Enniskeane ligger 40 meter över havet och antalet invånare är 700.
Terrängen runt Enniskeane är huvudsakligen platt. Enniskeane ligger nere i en dal. Runt Enniskeane är det ganska glesbefolkat, med 45 invånare per kvadratkilometer. Närmaste större samhälle är Bandon, 13,0 km öster om Enniskeane. Trakten runt Enniskeane består i huvudsak av gräsmarker.